# Gonomyia diabarica
Gonomyia diabarica là một loài ruồi trong họ Limoniidae. Chúng phân bố ở miền Cổ bắc.